# Experimentele kunst
Experimentele kunst of experimentelen was een groep schilders, die zich in 1948 onder deze naam had verenigd.
Met enige buitenlandse gezelschappen die hetzelfde artistieke doel nastreefden, richtten zij het (inmiddels weer opgeheven) tijdschrift Cobra op. Daardoor zijn zij ook als Cobra-groep bekend geworden. Zij bedoelden een reactie te vormen tegen de statische, non-figuratieve Stijlgroep en propageerden een dynamisch non-conformisme; ze blijven echter abstraherend, subjectief en emotioneel.
De voornaamste leden van deze groep waren Constant Nieuwenhuijs, Corneille, Karel Appel en Lucebert.